# اسطوخودوس (گونه)
اسطوخودوس (نام علمی: Lavandula angustifolia) یا اسطوخودوس انگلیسی نام یک گونه از سرده اسطوخودوس است.

## واژه‌شناسی
نام‌های دیگر آن عبارت‌اند از:
خیر دشتی، آنس الارواح، لاوند، ممسک الارواح، ضُرم، زغلیل، رزالذهب، خیری، خرام، خرامی، آلاله تلخ، گل‌لاوند، شاه‌اسپرم رومی. همچنین، در تنکابن آن را تروم می‌نامند.

## گیاه‌شناسی
اسطوخودوس گل‌های کوچک خوشه‌ای آبی یا قرمز سیر تا بنفش دارد و ارتفاعش در حدود ۳۰ تا ۶۰ سانتیمتر است. اسطوخودوس گیاهی چند ساله به شکل بوته کوچک به بلندی نیم متر و بسیار پرشاخه است. ساقه‌های این گیاه ۴گوشه، برگ‌های کشیده و متقابل، پوشیده از کرک سفید پنبه‌ای می‌باشد. برگ‌های اسطوخودوس که در بهار ظاهر می‌شود به رنگ بنفش تیره به صورت سنبله و دارای کرک‌های معطر است. میوهٔ این گیاه ۴ فندقه‌ای است و هریک از آنان نیز پس از رسیدن، شکل بیضوی و رنگ قهوه‌ای شفاف پیدا می‌کنند. در سطح میوه ۳ زائده مشخص دیده می‌شود. از کلیه قسمت‌های این گیاه مخصوصاً شاخه‌های برگدار آن بوی قوی ولی مطبوع استشمام می‌گردد. در بعضی مناطق به دلیل ظاهر زیبایی که گیاه پس از گل دادن پیدا می‌نماید آن را به عنوان یک گیاه زینتی پرورش می‌دهند. قسمت مورد استفاده این گیاه سرشاخه‌های برگدار و گل‌دار آن است که علاوه بر مصارف درمانی، اسانس‌گیری به عمل می‌آید.

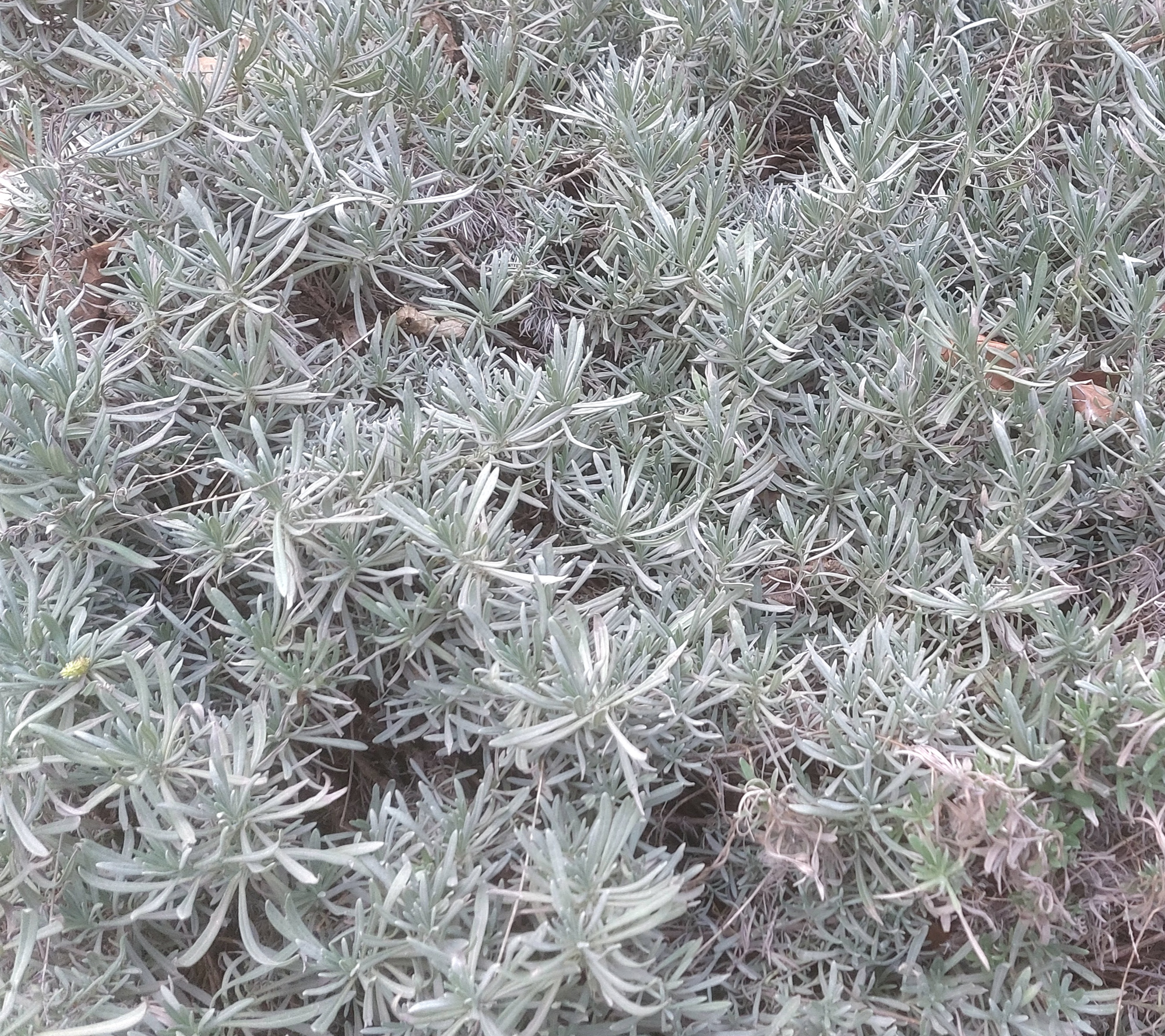
گیاه اسطوخودوس

## پیشینه تاریخی
پیشینه گیاه اسطوخودوس در منطقه خاورمیانه و هند فعلی به حدود ۲۵۰۰ سال پیش برمی‌گردد. مردم اسطوخودوس را گیاه مقدسی می‌دانستند و از آن علاوه بر مصارف خوراکی برای خوشبوسازی مو، البسه و وسایل شخصی استفاده می‌کردند.

## عوارض
- روغن اسطوخودوس مصرف خوراکی ندارد و در صورت بلعیده شدن می‌تواند مسمومیت ایجاد کند. اختلال در تنفس، تهوع و اسهال از علائم این مسمومیت هستند.
- برخی افراد ممکن است به اسطوخودوس حساسیت داشته باشند. در صورتی که پس از مصرف موضعی (روغن) یا خوراکی (دمنوش) دچار سردرد، معده درد و درد مفاصل شدید مصرف آن را قطع کرده و به پزشک مراجعه نمایید.
- استفاده بیش از حد اسطوخودوس برای پسران زیر سن بلوغ ممکن است باعث ایجاد ژنیکوماستی (بزرگ شدن سینه در مردان) پیش از بلوغ شود.

## تصاویر
- Stems and flowers
- Flower spike before the petals emerge
- Calyx (purple) and flower bracts (light brown)
- Calyx and corolla
- Corolla (petals)
- Calyx and corolla (side view)